# Cheiloneurus leptulus
Cheiloneurus leptulus är en stekelart som beskrevs av Annecke och Prinsloo 1977. Cheiloneurus leptulus ingår i släktet Cheiloneurus och familjen sköldlussteklar.
Artens utbredningsområde är Tanzania. Inga underarter finns listade i Catalogue of Life.